# Brentwood (Tennessee)
Brentwood város az USA Tennessee államának Williamson megyéjében. Lakosainak száma 45 373 fő (2020. április 1.).

## Népesség
A település népességének változása:
| Lakosok száma | 4099 | 37 060 | 45 373 |
|               | 1970 | 2010   | 2020   |